# Kaggle
Kaggle是一个数据建模和数据分析竞赛平台。企业和研究者可在其上发布数据，统计学者和数据挖掘专家可在其上进行竞赛以产生最好的模型。这一众包模式依赖于这一事实，即有众多策略可以用于解决几乎所有预测建模的问题，而研究者不可能在一开始就了解什么方法对于特定问题是最为有效的。Kaggle的目标则是试图通过众包的形式来解决这一难题，进而使数据科学成为一场运动。2017年3月8日谷歌官方博客宣布收购Kaggle。

## 竞赛流程
Kaggle中组织一场竞赛的过程如下。
1. 竞赛主持人准备数据和问题的描述。Kaggle对这一过程以及竞赛的建构、数据的匿名化以及集成最终获胜的模型提供咨询服务。
2. 参与者通过不同的方法进行实验，相互竞赛以获得最优的模型。对于大多数的参与者，他们的提交会根据预测精度被立即评分，并在实时的积分榜上显示。
3. 在截止时间过后，竞赛主持人为“全球性的，永久性的，不可撤销和免版税地使用获奖作品”支付奖金。亦即竞赛获胜者的算法、软件和相关的知识产权是非排他性的，除非特别指明[2]。

除了公开竞赛以外，Kaggle还向活跃参与者提供私下的比赛，以及为大学团体提供Kaggle-in-Class项目。

## 影响
根据Kaggle官方提供的数据，Kaggle在全球范围内拥有将近20万名数据科学家，专业领域从计算机科学到统计学、经济学和数学。Kaggle也曾经和NASA、维基百科、德勤和好事达合作举办竞赛。其中的一项奖项高达300万美金的竞赛是Heritage Health Prize，目的是通过病人看病及吃药住院等数据预测明年病人住院的天数。另一项与微软合作的竞赛则旨在提高Kinect的手势识别精度。
Kaggle的競賽在愛滋病研究、棋牌评级和交通预测方面取得了成果。基于这些成果产生了一系列的学术论文。产生这一结果的原因是实时积分榜促使参加者不断改进以试图超越当前的最佳实践。获胜的方法常常在Kaggle的博客No Free Hunch（页面存档备份，存于）上展示。

## 融资
2011年，Kaggle从创办地澳大利亚墨尔本搬迁到美国旧金山，并在11月宣布向硅谷投资者进行规模为1100万美元的首轮融资。指数风险投资公司和科斯拉风险投资公司成为Kaggle最大的股东，而PayPal联合创始人马克斯·列夫琴也参加了该轮投资并成为Kaggle的董事局主席。另一位著名的投资人是经济学家，Google首席经济师哈尔·范里安。他称Kaggle提供了一种“将全世界最有才能的数据科学家组织起来并使各种规模的机构都能够触及”的方式。

## 扩展阅读
- "Competition shines light on dark matter", Office of Science and Technology Policy, Whitehouse website, June 2011 （页面存档备份，存于）
- "May the best algorithm win...", The Wall Street Journal, March 2011 （页面存档备份，存于）
- "Kaggle contest aims to boost Wikipedia editors", New Scientist, July 2011 （页面存档备份，存于）
- "Verification of systems biology research in the age of collaborative competition", Nature Nanotechnology, September 2011 （页面存档备份，存于）